# Kiranomena
Kiranomena est une commune urbaine malgache située dans la partie ouest de la région de Bongolava.